# Jacek Kiełb
Jacek Kiełb (* 10. Januar 1988 in Siedlce, Polen) ist ein polnischer Fußballspieler.

## Vereinskarriere
Jacek Kiełb begann mit dem Fußballspielen in seinem Geburtsort Siedlce beim lokalen Pogoń Siedlce. Hier spielte er auch in der vierten Liga, bevor er 2006 zu Korona Kielce in die Ekstraklasa wechselte. In seiner ersten Saison kam er lediglich zu einem Kurzeinsatz gegen Groclin Grodzisk (3:0). In der darauffolgenden Saison waren es auch nur vier Einsätze, so dass er zur Saison 2007/08 in die zweite Mannschaft von Korona Kielce abgeschoben wurde. Hier konnte er in der Młoda Ekstraklasa (vergleichbar mit der englischen Premier Reserve League) in 26 Spielen elf Tore erzielen und wurde zur Saison 2008/09 wieder in die Profimannschaft von Korona Kielce aufgenommen. Kielce war abgestiegen und spielte in der zweiten Liga, wo Kiełb mit sieben Toren in 31 Spielen maßgeblichen Anteil am Wiederaufstieg in die Ekstraklasa hatte. Nach einer guten Saison 2009/10 wurde er vom polnischen Meister Lech Posen verpflichtet. Nach einer Saison wurde er wieder für ein Jahr zurück an Korona Kielce verliehen. Im Sommer 2012 kehrte er nach Posen zurück, wurde aber Mitte August 2012 für ein Jahr an den Ligakonkurrenten Polonia Warschau ausgeliehen. Danach sollte er fest von Lech Posen zu Korona Kielce wechseln, für den er zwei Spielzeiten lang aktiv war. Im Sommer 2015 wechselte Kiełb jedoch zu Śląsk Wrocław, bevor er in der Folgesaison bei Kielce spielte, wohin er auch nach zwei Jahren bei Bruk-Bet Termalica Nieciecza (2018–2020) erneut zurückkehrte.

## Nationalmannschaft
Er spielte bisher zweimal in der polnischen Fußballnationalmannschaft. Sein Debüt gab er am 17. Januar 2010 beim Freundschaftsspiel in Nakhon Ratchasima gegen Dänemark (1:3). Seit Ende 2010 wurde er nicht mehr nominiert.